# Saint Helier

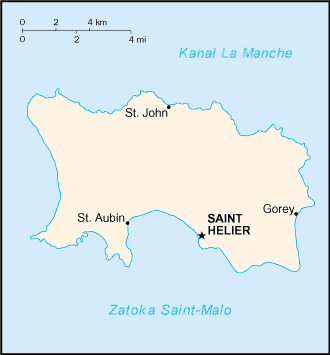
Saint Helier na wyspie Jersey

Saint Helier (lub St Helier), w języku jèrriais Saint Hélyi – okręg (parish), stolica i największy port na Jersey, jednej z Wysp Normandzkich. Okręg położony jest na południowym wybrzeżu wyspy. Zamieszkuje go ok. 33 500 mieszkańców, co stanowi ok. 30% populacji Jersey. W języku francuskim nosi nazwę Saint Hélier (lub St. Hélier).
W centrum miasta znajduje się wzgórze, na którym mieści się Fort Regent, a ok. 100 metrów od brzegu jest położona niewielka wyspa pływowa L'Islet (The Islet) na której usytuowany jest zamek Elizabeth Castle.

## Historia
Miejsce w którym znajduje się obecnie Saint Helier było prawdopodobnie zamieszkane od czasów rzymskich.
Okręg (parish) i miasto zostały nazwane na cześć męczennika Heliera.
Pierwsze domy w okolicach dzisiejszego miasta powstawały dookoła kościoła parafialnego zbudowanego w okolicach XI wieku. Mieszkańcy ówczesnej wioski zajmowali się głównie rybołówstwem.
W 1155 roku na wyspie pływowej L'Islet zbudowano opactwo.
Od XIII wieku w Saint Helier znajduje się targ.
W XVI wieku na pobliskiej wysepce, w miejscu gdzie kiedyś znajdowało się opactwo, zbudowano zamek, który za zadanie miał bronić wyspę przed najazdami i przy okazji zastąpić starą twierdzę Mont Orgueil, która nie mogła spełniać już tak dobrze jak dawniej swoich funkcji obronnych.
Po wybudowaniu Elizabeth Castle Saint Helier stało się siedzibą lokalnego rządu.
W 1781 roku na Royal Square w centrum miasta doszło do Bitwy o Jersey, która zakończyła się zwycięsko dla wyspiarzy.
W okolicach 1841 r. do użytku oddano nowy port.
W czasie II wojny światowej miasto było okupowane przez Niemców którzy opuścili je dopiero 9 maja 1945 roku. Do czasów okupacji oraz wyzwolenia wyspy nawiązuje pomnik na Placu Wyzwolenia.

## Galeria

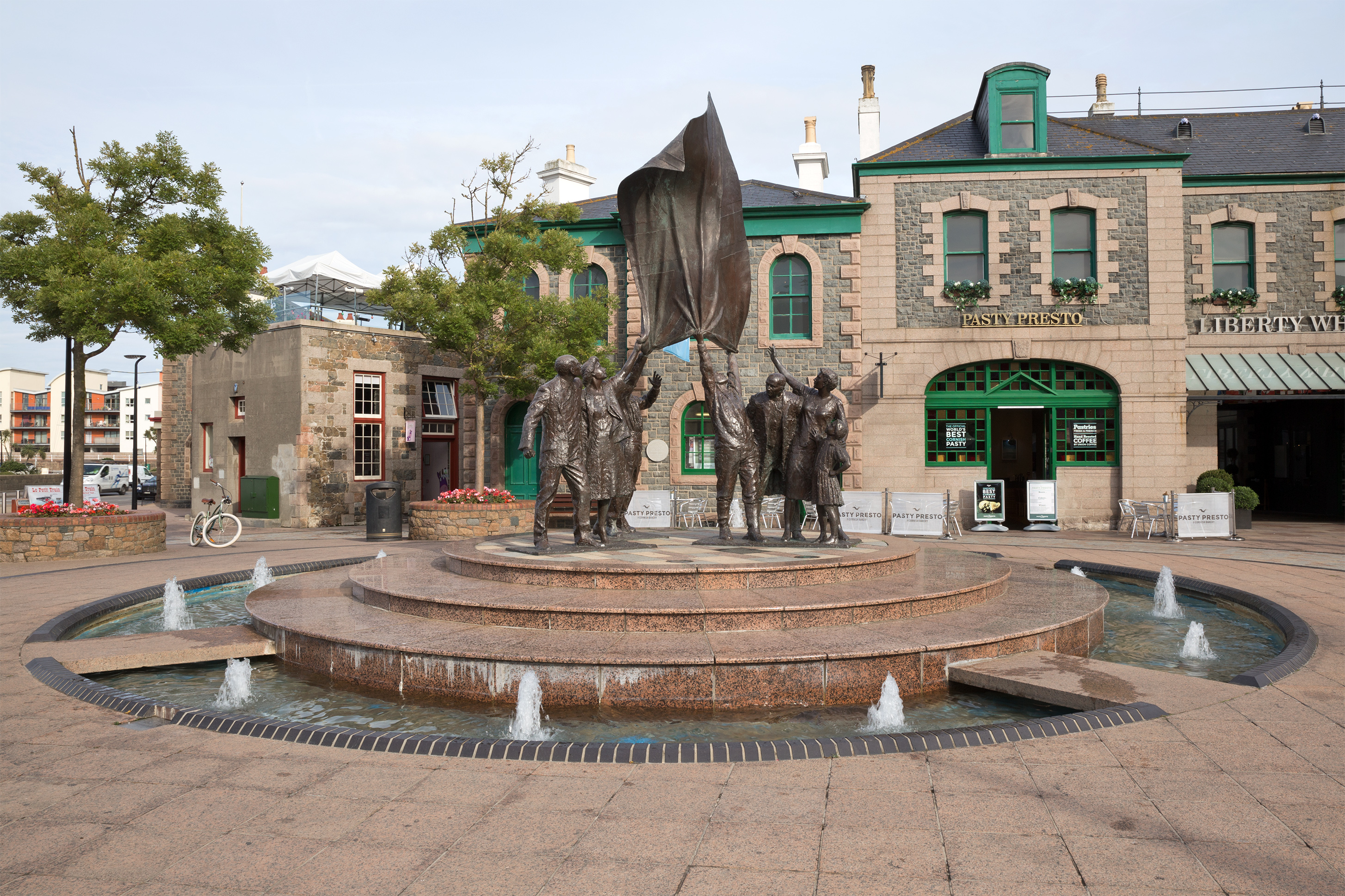
Plac Wyzwolenia Jersey w Saint Helier
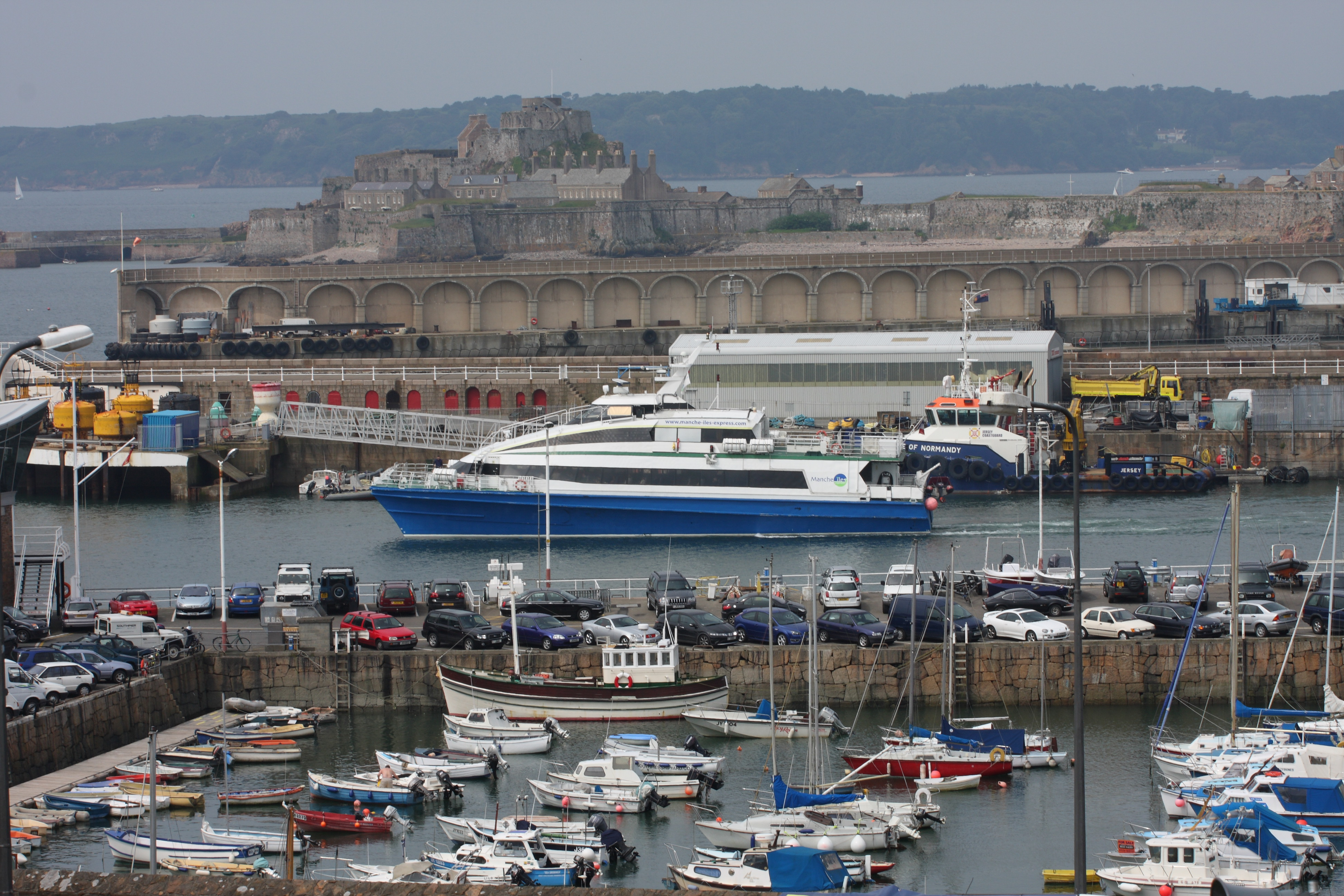
Port w St. Helier
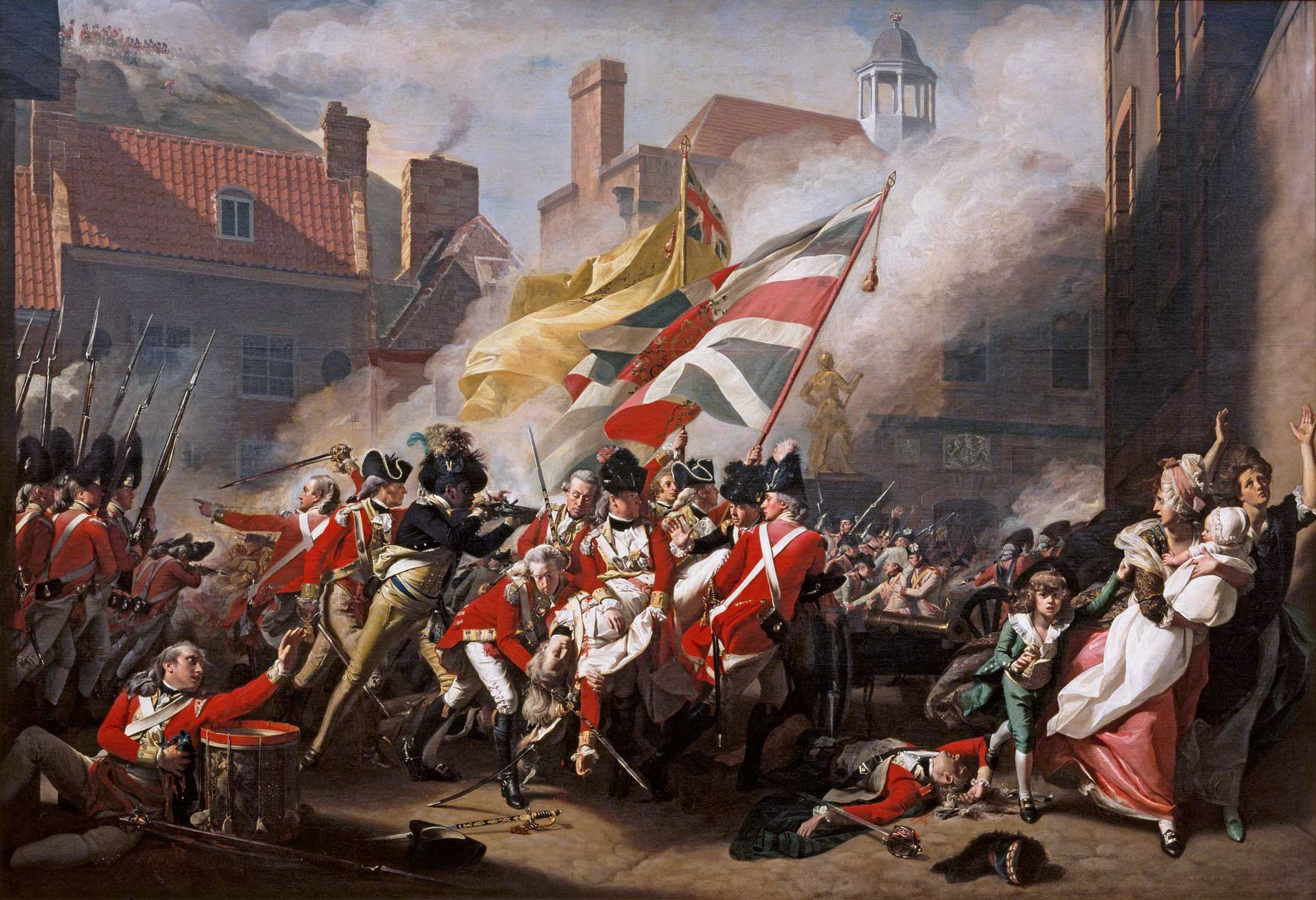
Bitwa o Jersey na Royal Square w Saint Helier
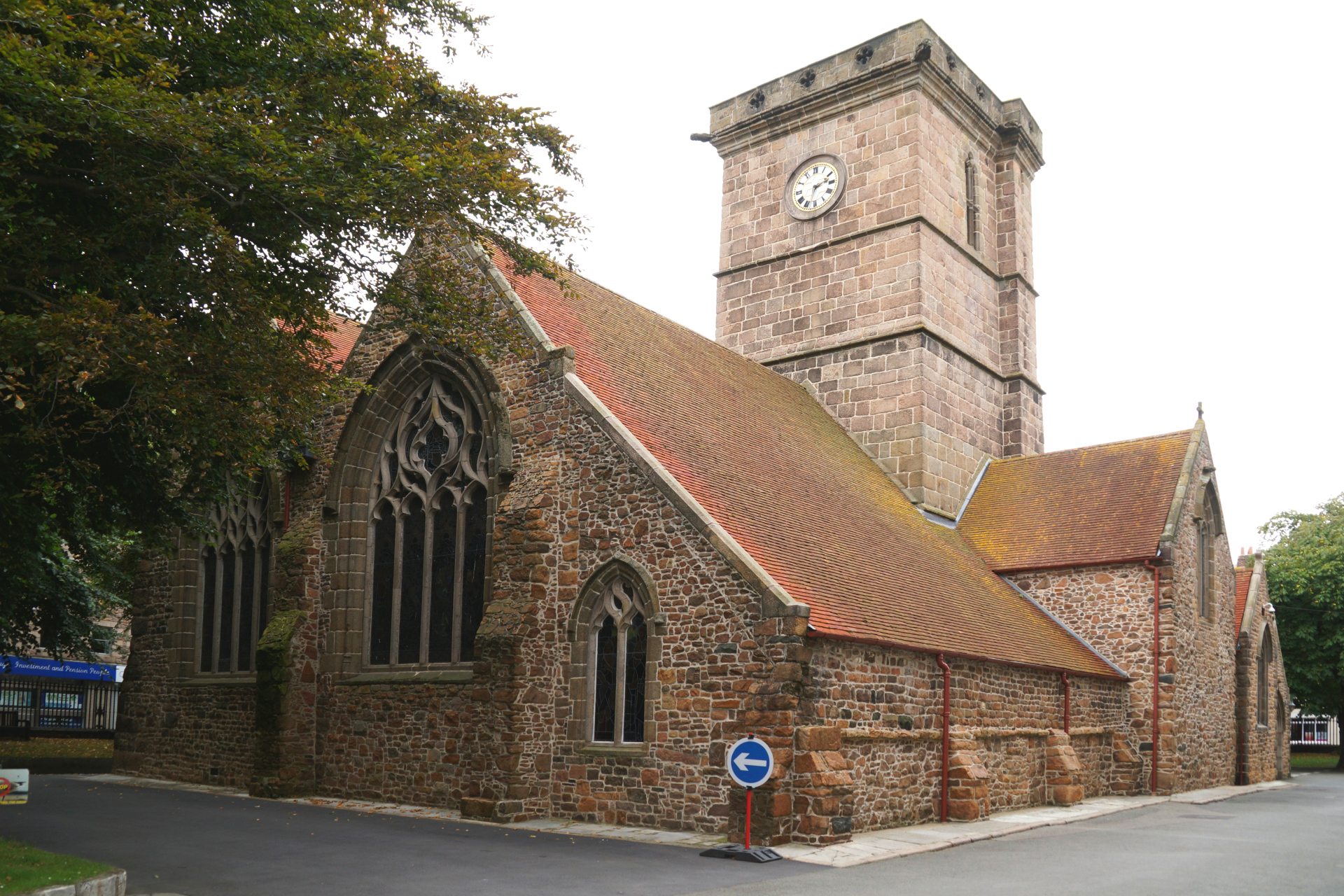
Kościół parafialny w St. Helier
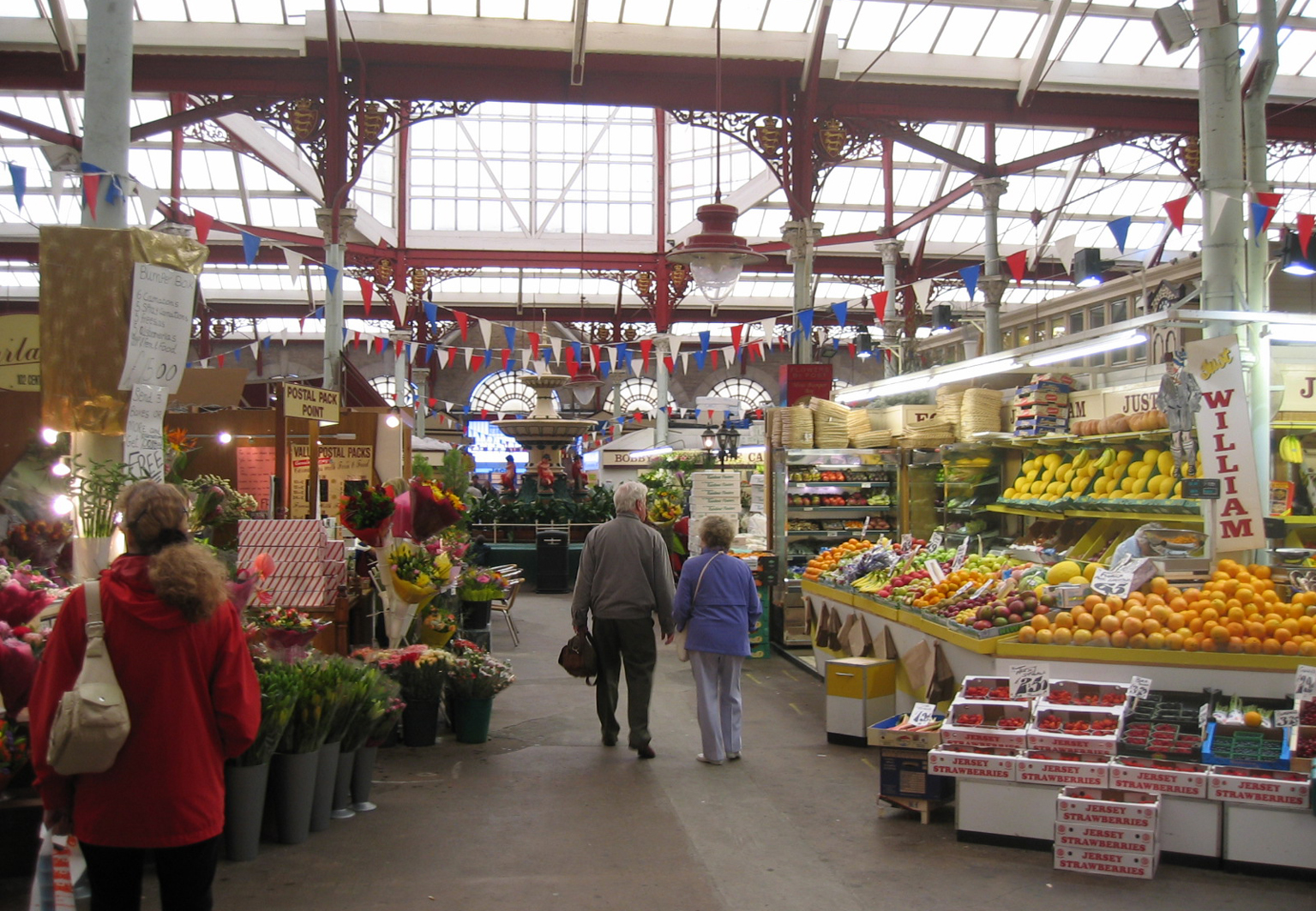
Central Market w Saint Helier
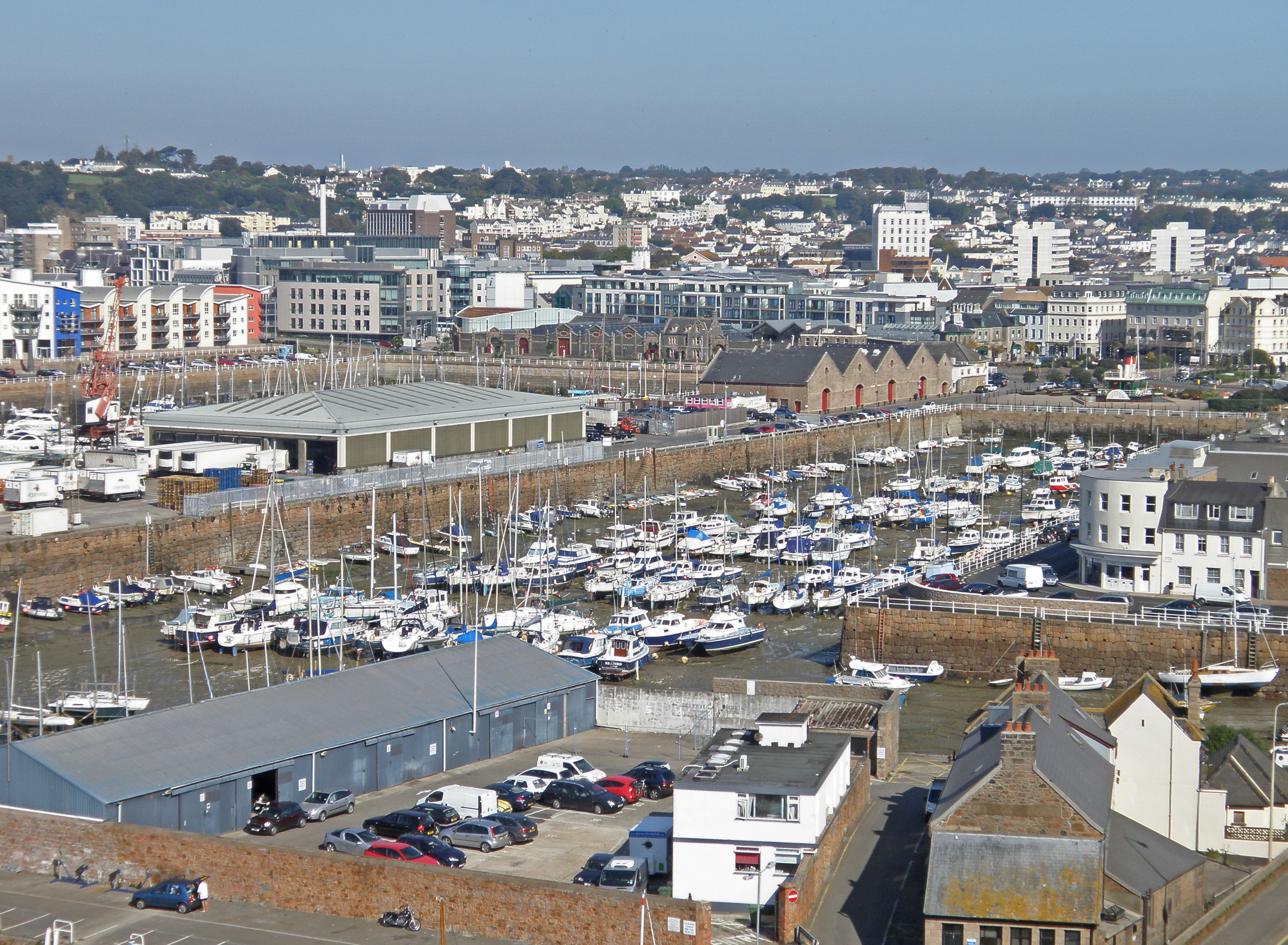
Panorama miasta
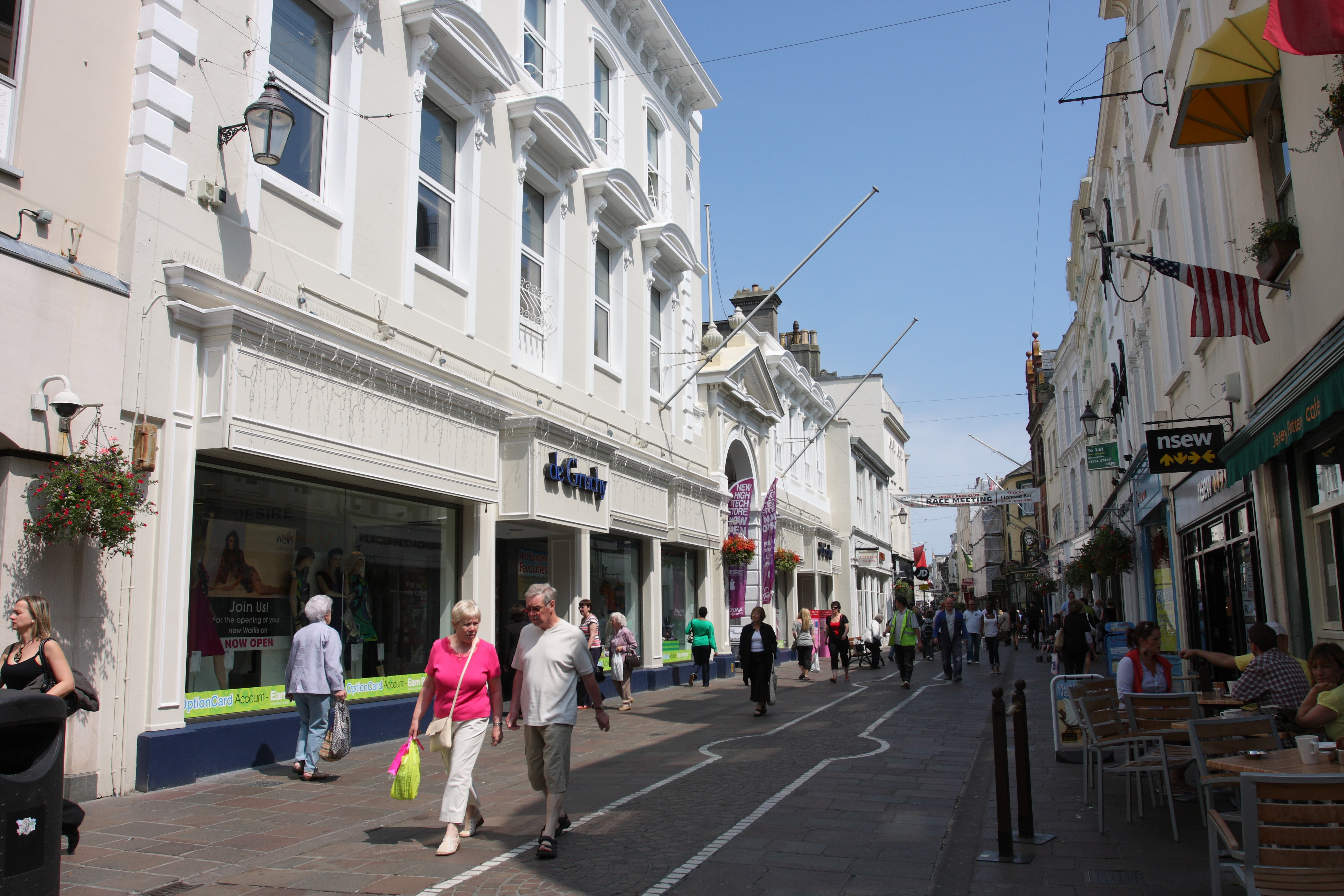
Główny deptak i ulica handlowa St. Helier - King Street
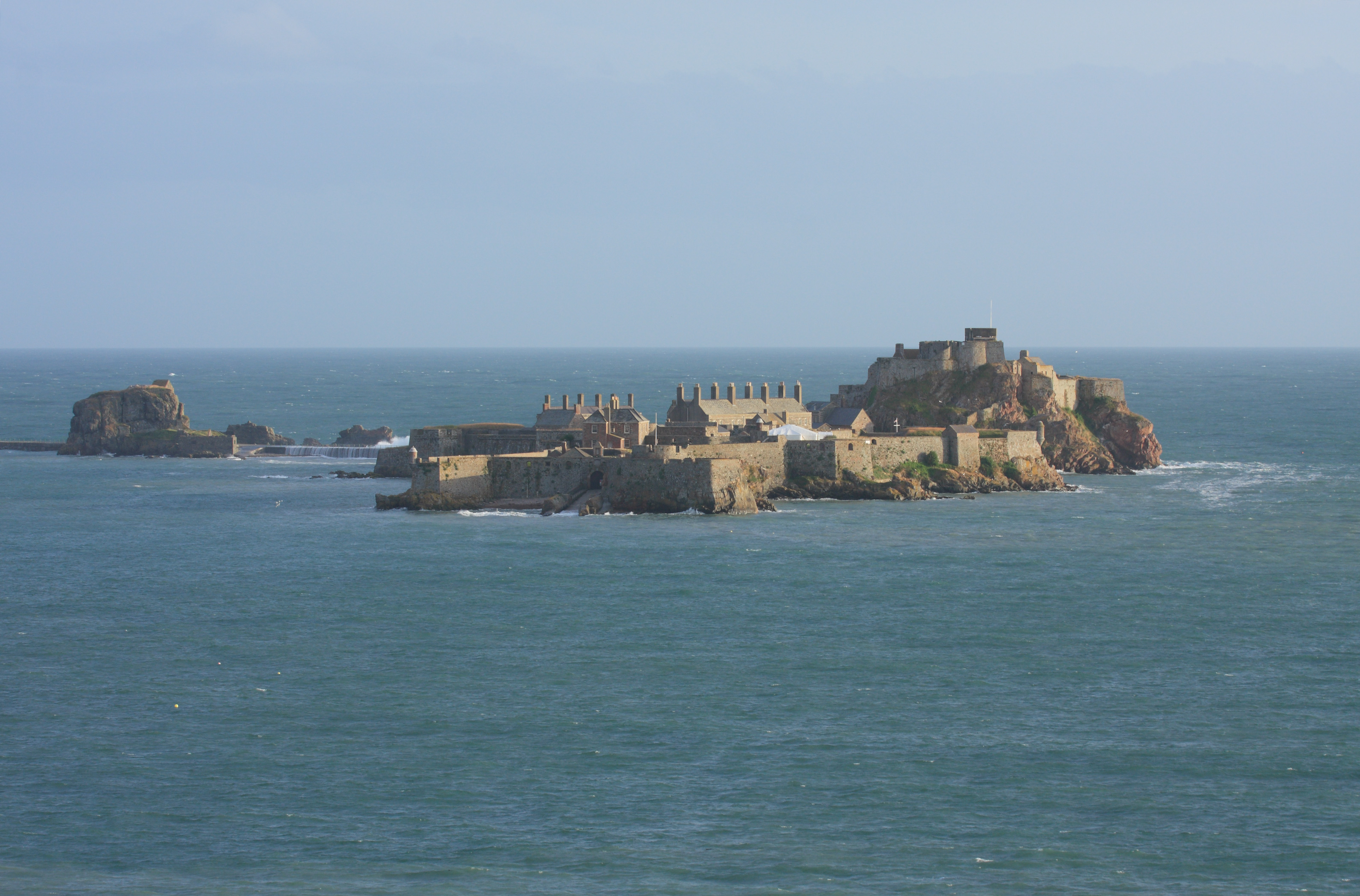
Elizabeth Castle na wyspie L'Islet niedaleko St. Helier

## Współpraca
- Funchal, Portugalia[3]
- Avranches, Francja
- Bad Wurzach, Niemcy